# Natalie Angier
Natalie Angier (née le 16 février 1958 à New York) est journaliste scientifique au New York Times. Elle est lauréate du prix Pulitzer en 1991.
Dans le livre Femme ! De la biologie à la psychologie, elle se préoccupe notamment de la question de la sexualité féminine, domaine mal étudié selon elle, ainsi que de l'émancipation des femmes au sujet de leur corps et de leur plaisir. Sur le même sujet, elle apparaît dans le film documentaire Le Clitoris ce cher inconnu.